# Журавліха
Журавлі́ха (рос. Журавлиха) — село у складі Первомайського району Алтайського краю, Росія. Адміністративний центр Журавліхинської сільської ради.

## Населення
Населення — 960 осіб (2010; 993 у 2002).
Національний склад (станом на 2002 рік):
- росіяни — 96 %